# Андерс Тегнел
Нилс Андерс Тегнел (рођен 17. априла 1956) шведски је лекар и државни службеник који је од 2013. главни државни епидемиолог при Заводу за јавно здравље у Шведској.

## Биографија
Рођен је у Упсали. Отац му је био агроном, а мајка службеница у пошти. Одрастао је у Линћепингу и у Етиопији, где је његов отац радио на разним пројектима развоја привреде. Тегнел је завршио гимназију у катедралној школи у Линћепингу и медицински факултет Универзитета у Лунду.

## Каријера
Након стицања медицинске дипломе 1985. године, Тегнел је одрадио лекарски приправнички стаж при градској болници у Естерсунду. Завршио је специјализацију за инфективне болести при универзитетској болници у Линћепингу.
Постао је доктор медицинских наука 2003. године на Универзитету у Линћепингу. Завршио је магистарске студије из епидемиологије 2004. године при Школи за хигијену и тропску медицину Универзитета у Лондону. Од тада је радио у државним службама за јавно здравње у Шведској.
Од 1. марта 2013. године, Тегнел је главни државни епидемиолог при Заводу за јавно здравље у Шведској. Познат је по томе што се налазио на тој дужности када је у Шведску стигла Пандемија ковида 19.